# Itabela
Itabela is een gemeente in de Braziliaanse deelstaat Bahia. De gemeente telt 26.704 inwoners (schatting 2009).

## Aangrenzende gemeenten
De gemeente grenst aan Eunápolis, Guaratinga, Itamaraju en Porto Seguro.

## Verkeer en vervoer
De plaats ligt aan de noord-zuidlopende weg BR-101 tussen Touros en São José do Norte. Daarnaast ligt ze aan de weg BA-283.